# Rogelio Córdoba
Rogelio Córdoba, conocido como Gelo Córdoba (El Mogollón, Distrito de Macaracas, Provincia de Los Santos, 15 de marzo de 1911 - Ciudad de Panamá, 5 de febrero de 1959), fue un acordeonista, violinista y compositor panameño de cumbia.

## Biografía
Rogelio Córdoba nació de la relación entre la Sra. Gertrudis Córdoba y Fermín Cortés, siendo hijo único de la pareja. Durante su juventud tuvo contacto con la música por influencia de su Tío Sacramento Córdoba quien le enseñó a tocar el violín.
Su tío Sacramento Córdoba se dedicaba habitualmente a interpretar música en los eventos religiosos con motivo de la muerte de un infante, que tradicionalmente se le llama "Velorio de Angelito", y precisamente Rogelio Córdoba es iniciado con la intención de que reemplazara a su tío en el oficio cuando presentaba algún contratiempo.
Fiel a la tradición violinística de la Provincia de Los Santos, incursionó en la confección artesanal de violines, construyendo sus primeros instrumentos de un árbol local denominado "Balso".
En las investigaciones sobre el músico se ha podido determinar que Gelo Córdoba en un inició ejecutaba la música de manera empírica, desconociendo la teoría musical. Posteriormente recibiría algunas clases de música en la ciudad de Chitré.
Con sus conocimientos del acordeón funda el conjunto "Pluma Negra", los integrantes de la agrupación eran: Rómulo Vega, Guillermo Bernal, Gelo Córdoba y Aurelio Bernal Garrido; la saloma estaba a cargo de Eneida Cedeño, apodada La Negrita de Purio.
Aurelio Bernal Garrido en entrevista al Diario La Crítica de Panamá, dio su versión acerca del nombre de la agrupación:

(...) El conjunto de Gelo era el más famoso de esos tiempos, su primera grabación fue para las fiestas de Santa Librada en Las Tablas, para entonces el conjunto no tenía nombre.

"El locutor nos preguntó, cuál era el nombre del conjunto, "Gelo" se quedó sorprendido, entonces como todos los que participábamos del conjunto éramos morenos, yo le dije al locutor, se llama "El Conjunto Pluma Negra".

Tras su trayectoria musical, según el documento "Aproximación a la vida de Rogelio "Gelo" Córdoba, "Gelo Córdoba" no murió envenenado (peritonitis) como se creyó en la época. El certificado de defunción del acordeonista reza que murió de hemorragia subaraenoidea (derrame cerebral) el 5 de febrero de 1959.

## Contribuciones
El violín en la Península de Azuero, se usaba para amenizar las fiestas y el acordeón solo se permitía tocar en los campos, cantinas y burdeles. Rogelio Gelo Córdoba, violinista por excelencia deja de ejecutar el violín y empieza a tocar el acordeón en la década del 40 del siglo XX. Gelo provenía de una familia con grandes dotes musicales, sus primeras experiencias musicales las tuvo con sus padres, Gertrudis y Fermín, que al parecer dominaban el violín y algo del acordeón. Se dice que un papel fundamental lo desempeñó su tío, Sacramento Córdoba, de quien recibió las primeras clases sobre el uso del instrumento.
Es así como el acordeón surge de los estratos populares, avanzando socialmente hacia la clase media en la Península de azuero, posteriormente abarcar otras provincias y la ciudad capital con una aceptación regular.
Gelo Córdoba posee el mérito de haber liderado un movimiento que unificó la propuesta musical campesina en Panamá, que hasta la primera mitad del siglo XX, respondía a una estructura social que ubicaba al Tamborito, la Décima, la Mejorana, y la Cumbia como expresiones artísticas musicales de las clases trabajadoras rurales.
El movimiento que comandó Gelo Córdoba, desplazo al violín y logró articular la propuesta musical campesina en Panamá al margen de consideraciones de tipo social o económica. Este aporte tuvo efectos sociales y culturales que impactaron la segunda mitad del siglo XX en Panamá y contribuyeron con la afirmación cultural de la nacionalidad panameña.
Los acordeonistas panameños mantienen la tradición de tocar al final de cada baile, la pieza más famosa del artista: El Mogollón.

## Concurso de Acordeón Rogelio "Gelo" Córdoba
En reconocimiento a su labor el Concurso Nacional de Acordeón, que se realiza dentro del marco del Festival de la Mejorana (también conocido como Festival de Guararé) fue bautizado con su nombre.
Este concurso se realiza desde 1959, desarrollándose en dos rondas. En la primera cada concursante toca dos piezas, la primera es una pieza libre y la segunda debe ser un tema que Gelo Córdoba haya tocado durante su efímera vida artística. Durante la segunda pieza, el acompañamiento se suspende durante un minuto a petición del jurado para que puedan apreciar la interpretación del acordeonista de manera más detallada como solista.
Luego de esta primera ronda, son seleccionados 5 participantes, quienes ejecutan otra pieza y de la que se sacan los ganadores.

## Composiciones y discografía
Entre las inspiraciones de Gelo Córdoba dentro del género Cumbia se pueden mencionar: La Corrompina, Gallito, El Costillal de Guerrero, Toca Acordeonero, De David a Pedasí, Rincón Caliente, y su gran éxito póstumo Martes de Carnaval.
Rogelio Córdoba realizó grabaciones a mediados del siglo XX con el sello Grecha, posteriormente este trabajo sería remasterizado por el sello Tamayo Records en 2010, lanzando el disco compacto Historia Musical de Gelo Córdoba.
Entre sus selecciones grabadas en disco se encuentran:
| Pieza                                             | Género          | Autor                       |
| ------------------------------------------------- | --------------- | --------------------------- |
| Canajagua Azul                                    | Cumbia Abierta  | Paris Vásquez               |
| Aires Santeños                                    | Cumbia Atravesá | -                           |
| La Nueva Línea de la Miel / La viudita de la Miel | Danzón Cumbia   | Artemio "Temi" Vargas       |
| La Flor de Lilolá                                 | Danzón Cumbia   | Toñito Sáez                 |
| Carretera al Canajagua                            | Cumbia Abierta  | Isaías Barrios              |
| A Chitré                                          | Cumbia Abierta  | Alberto Rodríguez           |
| Sinceridad                                        | Cumbia Abierta  | Antono "Toñito" Sáenz       |
| Todo en la Vida Pasa                              | Cumbia          | Escolástico "Colaco" Cortez |
| La Espigadilla                                    | Cumbia          | Rogelio Córdoba             |
| Pica Pica                                         | Cumbia          | Rogelio Córdoba             |
| Ráscate                                           | Cumbia Abierta  | -                           |
| Arroz con Mango                                   | Danzón Cumbia   | Escolástico "Colaco" Cortez |
| El Bandido                                        | Cumbia Atravesá | -                           |
| Amorcito Lindo                                    | Cumbia Abierta  | José de la Rosa Cedeño      |
| El Mogollón                                       | Cumbia Cerrada  | Desconocido/Folclórico      |